# Angelo Bellocchio
Angelo Bellocchio (Locorotondo, 10 gennaio 1957) è un giocatore di biliardo italiano.
Soprannominato nel circuito di biliardo "Lord Brummel", è un giocatore di grandi capacità tecniche e molto tenace.
È uno degli istruttori FIBIS più quotati del circuito per le sue conoscenze e per insegnare con facilità anche tecniche di difficile apprendimento ed esecuzione.

## Palmarès
I principali risultati
- 1993 Campione italiano 1ª categoria 5 birilli (Rho)
- 1993 Campione Europeo 5 birilli (Pompei)
- 2003 Coppa dei campioni a squadre con Milano